# M/T Sumartin
M/T Sumartin je trajekt za lokalne linije koji je od 1965. do 2001. bio u sastavu flote hrvatskoga brodara Jadrolinije. Brod je izgrađen 1955. godine u Brodogradilištu Uljanik za Jugoslavensku ratnu mornaricu kao desantni brod pod oznakom D-9. 1965. brod kupuje Jadrolinija i koristi ga kao trajekt pod imenom Lošinj. 1971. mijenja ime Sumartin. Trajekt 1981. odlazi na rekonstrukciju kojom mu je povećan kapacitet i dužina. Jadrolinija 2001. daruje brod općini Mljet koja ga prepušta tadašnjoj SEM Marini (danas Linijska nacionalna plovidba). Održava prugu Trstenik - Polače. Poduzeće Tanker d.d. iz Splita 2005. kupuje brod i koristi ga kao ro-ro teretni brod. 2012. brod odlazi u raspremu u Šibenik gdje se i danas nalazi.
Brod ima kapacitet prijevoza 150 putnika i 30 vozila. Pokreću ga dva stroja Torpedo s kojima može postići maksimalnu brzinu od 6 čvorova.